# Heinrich Kerscher
Heinrich Kerscher (* 17. September 1961 in Hürth; † 24. April 2022) war ein deutscher Fußballspieler. Der Defensivspieler absolvierte er beim 1. FC Köln in der Saison 1980/81 in der Fußball-Bundesliga fünf Ligaspiele.

## Laufbahn
Aus der Jugend von SC Dirmerzheim führte zur Runde 1976/77 den Mittelrhein- und Westdeutsche Auswahlspieler Heinrich Kerscher in die Jugendabteilung des 1. FC Köln. Sein erster Trainer in der Jugend des Bundesligisten war Erich Rutemöller, ehe das Defensivtalent in der A-Jugend unter Trainer Josef Röhrig in der Saison 1977/78 die Meisterschaft des Mittelrhein gewann und sich dadurch für die Spiele um die deutsche Jugendmeisterschaft qualifizierte. In den Spielen gegen Hertha 03 Zehlendorf hatte er es mit dem Offensivkünstler Pierre Littbarski zu tun. Kerscher durchlief eine Ausbildung zum Kfz-Mechaniker, den Grundwehrdienst bei der Bundeswehr und verdiente sich die ersten Sporen im Seniorenbereich 1979/80 mit den FC-Amateuren in der Oberliga Nordrhein. Zur Saison 1980/81 wurde er wie Frank Hartmann und Hermann Knöppel in den Lizenzspielerkader von Trainer Karl-Heinz Heddergott aufgenommen. Als prominente Neuzugänge kamen Rainer Bonhof von Valencia CF und René Botteron vom FC Zürich in die Domstadt.
Kerscher debütierte unter Heddergott am 3. September 1980 bei einer 0:3-Heimniederlage gegen den Hamburger SV in der Bundesliga. Er wurde in der zweiten Halbzeit für Dieter Prestin eingewechselt. Zuvor hatte er am 30. August 1980 in der 1. Hauptrunde im DFB-Pokal beim 6:0-Auswärtserfolg bei den Amateuren der SpVgg Emsdetten seinen Einstand in einem Pflichtspiel als Profi gegeben. Da hatte er vor Torhüter Harald Schumacher mit Roland Gerber, Gerd Strack und Thomas Kroth als rechter Außenverteidiger die Abwehrkette des FC gebildet. Unter Heddergott, dem vormaligen Trainerausbilder des DFB, der ab dem 16. Oktober 1980 durch den Niederländer Rinus Michels ersetzt wurde, kam der Nachwuchsspieler im September 1980 noch zu weiteren Einsätzen: Gegen den MSV Duisburg (4:3) wurde er in der 22. Minute für Kroth eingewechselt und beim 2:2 gegen den 1. FC Nürnberg spielte er die volle Distanz über 90 Minuten als Verteidiger durch. Damit begann eine lange Zeit des Wartens und erst in den zwei letzten Rundenspieltagen, am 6. und 13. Juni 1981 gegen Fortuna Düsseldorf (1:2) und FC Schalke 04 (2:1), wurde er nochmals von Michels eingewechselt. In der gesamten Hinrunde 1981/82 wurde er nicht berücksichtigt und wechselte deshalb im Winter 1981/82 zur SG Wattenscheid 09 in die 2. Fußball-Bundesliga. FC-Kollege Hans Faust ging ebenfalls den Weg in die Lohrheide, wo auch schon Jürgen Willkomm im Sommer 1981 gelandet war.
Unter den Trainern Klaus Hilpert und Fahrudin Jusufi absolvierte Kerscher von Januar 1982 bis 17. April 1983 an der Seite von Mitspielern wie Manfred Behrendt, Gerhard Drews, Peter Kunkel, Hans-Jürgen Zimmer, Vilson Džoni, Norbert Elgert und Waldemar Steubing 36 Ligaspiele für die SG Wattenscheid 09 in der 2. Bundesliga, ehe er durch seinen zweiten Kreuzbandriss früh seine Laufbahn im bezahlten Fußball beenden musste.
Er kehrte 1983 nach Erftstadt zurück und arbeitete mehr als 25 Jahre im Schichtdienst in einer chemischen Fabrik in Hürth. Heinz Flohe überredete ihn zu einem Comeback beim TSC Euskirchen, so dass Kerscher von Januar 1984 bis Ende der Saison 1986/87 nochmals in der Verbandsliga aktiv war. Danach spielte er noch in der Bezirksliga bei Erfa 09 Gymnich. Nach dem endgültigen Ende der Spielerkarriere (1994) schlossen sich noch Stationen als Trainer bei diversen Erftstädter Amateurklubs an.
Ab Ende der 1990er Jahre lebte Kerscher mit Familie im Hellenthaler Ortsteil Kreuzberg in der Eifel.